# Ozyptila georgiana
Ozyptila georgiana är en spindelart som beskrevs av Eugen von Keyserling 1880. Ozyptila georgiana ingår i släktet Ozyptila och familjen krabbspindlar. Inga underarter finns listade i Catalogue of Life.